# Senos etmoidales
Los senos etmoidales o células de aire etmoidales del hueso etmoides son uno de los cuatro senos paranasales. Son variables  en ambas medida y número de cavidades pequeñas en la masa lateral de cada del hueso etmoides y no puede ser palpados durante un examen. Están divididos en grupos anterior, medio y posterior (ve abajo). Las células de aire (senos) etmoidales constan de numerosas cavidades con paredes delgadas situadas en el laberinto etmoidal y completado por el frontal, maxilar, lagrimal, esfenoidal, y huesos palatinos. Ellos se encuentran entre las partes superiores de las cavidades nasales y las órbitas, y están separadas de estas cavidades por delgados láminas óseas.

## Grupos de senos
Los grupos de los senos etmoidales:
- El grupo posterior (a veces el seno etmoidal posterior) drena al meato superior por encima del cornete nasal medio; a veces uno o más abre al seno esfenoidal.
- El grupo medio (a veces el seno etmoidal medio) drena al meato medio de la nariz encima o por encima de la bulla etmoidal.
- El grupo anterior (a veces el seno etmoidal anterior) drena al meato medio de la nariz por manera del infundibulum.

## Desarrollo
Las células etmoidales (senos) no están presentes al nacer, sin embargo, a los 2 años son reconocibles a través del uso de Tomografía computarizada (CT) o en MRT, Resonancia magnética.

## Inervación
Las células de aire etmoidales reciben fibras sensoriales de los nervios etmoidales anteriores y posteriores, y las ramas orbitales del ganglio pterigopalatino, los cuales llevan fibras nerviosas parasimpáticas postganglionares del nervio facial para secreción de moco.

## Célula de Haller
Las células de Haller son células infraorbitales de aire etmoidales laterales a la lámina orbital del hueso etmoides. Estos pueden surgir de los senos etmoidales anteriores o posteriores.

## Patología

Cáncer del seno etmoidal que se ha extendido a los pulmones

Cáncer del seno etmoidal que se ha extendido a los nódulos linfáticos

La etmoiditis aguda en la niñez y el carcinoma etmoidal se pueden propagar superiormente causando meningitis y fuga de líquido cefalorraquídeo, o puede propagarse lateralmente a la órbita causando proptosis y diplopía.

## Imágenes adicionales

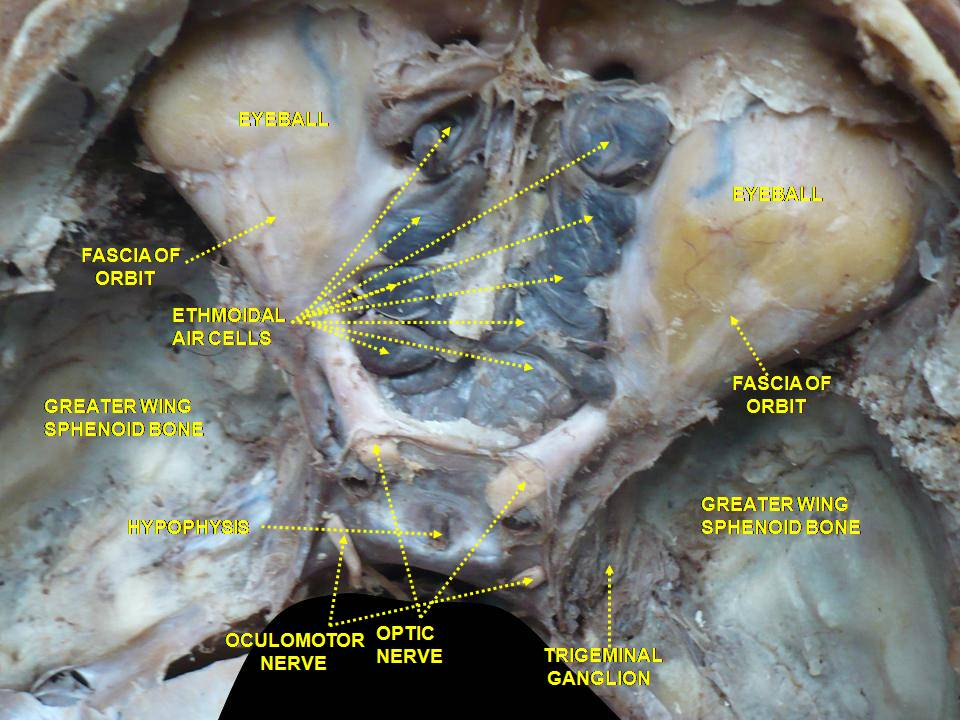
Seno etmoidal. Celdas de aire etmoidales. Disección profunda. Vista superior.